# ميشيل هولمز
ميشيل هولمز (بالإنجليزية: Michelle Holmes)‏ هي ممثلة بريطانية، ولدت في 1967 في المملكة المتحدة.

## وصلات خارجية
- ميشيل هولمز على موقع IMDb (الإنجليزية)
- ميشيل هولمز على موقع قاعدة بيانات الفيلم (الإنجليزية)